# Список Народных героев Югославии/С
В настоящем списке в алфавитном порядке представлены все Народные герои Югославии, чьи фамилии начинаются с буквы «C» (всего 79 человек). В списке указаны даты присвоения звания и даты жизни Героев.
- Серым цветом в таблице выделены Герои, награждённые орденом Народного героя посмертно.

## Список Народных героев Югославии, фамилии которых начинаются с «C»
| № п/п | Фото | Фамилия, Имя          | Дата присвоения звания | Годы жизни                          |
| ----- | ---- | --------------------- | ---------------------- | ----------------------------------- |
| 1037  |      | Сабляк, Иван          | 24 июля 1953           | 21 июня 1919 — октябрь 1944         |
| 1038  |      | Саватич, Лазар        | 2 октября 1953         | 24 мая 1914 — 26 июля 1950          |
| 1039  |      | Савин, Анте           | 24 июля 1953           | 1916—1942                           |
| 1040  |      | Садику, Рамиз         | 6 марта 1945           | 1915 — 10 апреля 1943               |
| 1041  |      | Салихагич, Химзо      | 20 декабря 1951        | 1917 — 22 марта 1943                |
| 1042  |      | Светина, Мира         | 27 ноября 1953         | 15 мая 1915 — 6 июля 2007           |
| 1043  |      | Северович, Никола     | 27 ноября 1953         | 1919 — 13 июля 1943                 |
| 1044  |      | Секирник, Янко        | 20 декабря 1951        | 18 мая 1921—1996                    |
| 1045  |      | Секулич, Байо         | 11 июля 1945           | 12 февраля 1913 — 20 марта 1942     |
| 1046  |      | Секулич, Никола       | 27 ноября 1953         | 6 февраля 1911 — 1 марта 2002       |
| 1047  |      | Секулич, Степан       | 26 июля 1945           | 22 февраля 1922 — 13/14 марта 1944  |
| 1048  |      | Семич, Стане          | 20 октября 1944        | 13 ноября 1915 — 1 ноября 1985      |
| 1049  |      | Сенюг, Иван           | 19 июня 1945           | 1920 — 20 августа 1944              |
| 1050  |      | Сенянович, Джермано   | 24 июля 1953           | 27 июля 1923 — 19 февраля 1942      |
| 1051  |      | Серво, Михай          | 5 июля 1951            | 6 декабря 1900 — сентябрь 1941      |
| 1052  |      | Симеонович, Джордже   | 27 ноября 1953         | 1915—1941                           |
| 1053  |      | Симич, Сима           | 6 июля 1953            | 1920—1943                           |
| 1054  |      | Симович, Милан        | 6 сентября 1942        | 12 июля 1909 — 21 января 1942       |
| 1055  |      | Симончич, Винко       | 9 мая 1945             | 1914—1944                           |
| 1056  |      | Скварча, Иван         | 15 июля 1951           | 1915—1943                           |
| 1057  |      | Скочилич, Йосип       | 27 ноября 1953         | 18 октября 1915 — 19 февраля 2001   |
| 1058  |      | Славец, Иво           | 27 ноября 1953         | 1915—1943                           |
| 1059  |      | Слак, Йоже            | 20 декабря 1951        | 1902—1943                           |
| 1060  |      | Смилевский, Видое     | 6 июля 1953            | 14 августа 1915 — 8 сентября 1979   |
| 1061  |      | Совиль, Никола        | 13 марта 1945          | 23 октября 1919 — 9/10 августа 1944 |
| 1062  |      | Согич, Сава           | 2 октября 1953         | 24 апреля 1915 — 2 августа 1981     |
| 1063  |      | Солдатич, Данило      | 7 августа 1942         | 15 июля 1911 — 17 мая 1942          |
| 1064  |      | Сотирович, Мирко      | 27 ноября 1953         | 10 ноября 1916 — 1 июля 1943        |
| 1065  |      | Софиянич, Ратко       | 20 декабря 1951        | 4 марта 1915 — 21 августа 1968      |
| 1066  |      | Спасич, Милан         | 10 сентября 1973       | 8 ноября 1909 — 17 апреля 1941      |
| 1067  |      | Спасоевич, Лука       | 8 октября 1953         | 1916—1943                           |
| 1068  |      | Сребрнич, Йоже        | 4 сентября 1953        | 28 февраля 1884 — июль 1944         |
| 1069  |      | Сремчевич, Станислав  | 5 июля 1951            | 1910 — 15 февраля 1943              |
| 1070  |      | Срнич, Драгослав      | 7 июля 1953            | 1914—1941                           |
| 1071  |      | Стадлер, Франц        | 15 июля 1952           | 1915—2000                           |
| 1072  |      | Стамболич, Петар      | 27 ноября 1953         | 12 июля 1912 — 21 сентября 2007     |
| 1073  |      | Стаменкович, Драги    | 6 июля 1953            | 29 февраля 1920 — 17 февраля 2004   |
| 1074  |      | Стаменкович, Коста    | 14 декабря 1949        | 3 октября 1893 — 26 марта 1942      |
| 1075  |      | Стаменкович, Трайко   | 14 декабря 1949        | 11 мая 1909 — конец 1942            |
| 1076  |      | Станивукович, Милан   | 13 мая 1945            | 4 мая 1912 — 27 декабря 1944        |
| 1077  |      | Станимирович, Миодраг | 5 июля 1951            | 19 августа 1919 — 20 октября 1943   |
| 1078  |      | Станич, Драгутин      | 20 декабря 1951        | 13 февраля 1913 — 18 сентября 1996  |
| 1079  |      | Станичич, Марко       | 10 июля 1953           | 1920—1983                           |
| 1080  |      | Станичич, Мате        | 24 июля 1953           | 1920—1985                           |
| 1081  |      | Станкович, Александар | 27 ноября 1953         | 12 августа 1907 — 27 декабря 1941   |
| 1082  |      | Станкович, Велизар    | 27 ноября 1953         | 9 марта 1922 — 13 февраля 1942      |
| 1083  |      | Станкович, Петар      | 9 октября 1953         | 1923—1983                           |
| 1084  |      | Станоевич, Саво       | 6 декабря 1944         | 1916 — 1994                         |
| 1085  |      | Станойлович, Милорад  | 7 июля 1953            | 1919 — 30 сентября 1942             |
| 1086  |      | Станойлович, Момчило  | 23 июня 1948           | 5 августа 1916 — 13 июня 1943       |
| 1087  |      | Станте, Петар         | 15 июля 1952           | 4 мая 1914—1980                     |
| 1088  |      | Станчир, Славко       | 27 ноября 1953         | 8 марта 1925 — 30 июня 1944         |
| 1089  |      | Стариха, Иван         | 20 декабря 1951        | 11 декабря 1922 — 7 ноября 1942     |
| 1090  |      | Стевович, Родолюб     | 27 ноября 1953         | 25 июня 1917 — 4 апреля 1943        |
| 1091  |      | Стефанович, Иван      | 8 октября 1953         | 30 мая 1912 — 22 августа 1948       |
| 1092  |      | Стефанович, Светислав | 27 ноября 1953         | 8 апреля 1910 — 9 января 1980       |
| 1093  |      | Стикович, Милосав     | 27 ноября 1953         | 23 мая 1914 — июнь 1943             |
| 1094  |      | Стойкович, Мича       | 8 октября 1953         | 1919 — февраль 1943                 |
| 1095  |      | Стойковский, Трайко   | 20 декабря 1951        | 10 января 1923 — 14 октября 2005    |
| 1096  |      | Стойменский, Славчо   | 9 октября 1953         | 25 ноября 1921 — 17 августа 1943    |
| 1097  |      | Стойнич, Велимир      | 24 июля 1953           | 5 апреля 1916 — 28 ноября 1990      |
| 1098  |      | Стойчевский, Гоце     | 9 октября 1953         | 26 ноября 1919 — 19 сентября 1944   |
| 1099  |      | Стоянович, Божидар    | 8 октября 1953         | 1914—1944                           |
| 1100  |      | Стоянович, Бранко     | 23 июля 1953           | 11 октября 1923 — 10 августа 1981   |
| 1101  |      | Стоянович, Йован      | 20 декабря 1951        | 1923—1943                           |
| 1102  |      | Стоянович, Лазар      | 27 ноября 1953         | 1904 — 9 февраля 1942               |
| 1103  |      | Стоянович, Михаило    | 27 ноября 1953         | 1918—1942                           |
| 1104  |      | Стоянович, Младен     | 7 августа 1942         | 1896 — 2 апреля 1942                |
| 1105  |      | Стоянович, Лазо       | 20 декабря 1951        | 1912—1942                           |
| 1106  |      | Стоянович, Никодие    | 14 декабря 1949        | 1912—1942                           |
| 1107  |      | Страчковский, Благоя  | 11 октября 1953        | 29 февраля 1920 — 14 января 1943    |
| 1108  |      | Стризич, Томо         | 20 декабря 1951        | 16 марта 1906 — 10 июня 1944        |
| 1109  |      | Стругар, Душан        | 10 июля 1952           | 1922—1943                           |
| 1110  |      | Стругар, Джуро        | 9 мая 1945             | 9 мая 1912 — сентябрь 1941          |
| 1111  |      | Стругар, Нико         | 20 декабря 1951        | 1901—1962                           |
| 1112  |      | Сузич, Милош          | 20 декабря 1951        | 2 февраля 1903 — 28 ноября 1945     |
| 1113  |      | Сулич, Иван           | 22 июля 1953           | 1923—1944                           |
| 1114  |      | Сурла, Бранко         | 24 июля 1953           | 1922—1944                           |
| 1115  |      | Сурчевич, Слободан    | 9 октября 1953         | 1919—1944                           |